# 아이리스 머독
아이리스 머독 여사(Dame Iris Murdoch, DBE, 1919년 7월 15일~1999년 2월 8일)는 아일랜드에서 태어난 영국의 소설가이다.
아일랜드의 더블린에서 태어났다. 옥스퍼드 대학교 졸업 후, 오랫동안 모교에서 철학을 강의했다. 처음에는 《사르트르론》(1953)을 썼으나, 후에는 소설 창작에 전념하여, 현대 영국의 대표적인 소설가 중 한 사람이 되었다.
그의 작품 경향은 다양하여 대표작이라고 평가된 《종(鍾)》(1958), 《소박한 장미》(1962)와 같은 시정이 풍부한 작품과, 《잘린 목》(1961)과 같이 복잡하고 위험한 인간 관계를 그린 것도 있다. 이 밖의 작품에 처녀작인 《그물 속》(1954)을 비롯하여 《요술쟁이로부터의 도주》, 《모래성》, 《유니콘》, 《수녀와 병사》, 《철학자의 제자들》 등이 있다.

## 서훈
- 1976년 대영 제국 훈장 3등급(CBE)
- 1987년 대영 제국 훈장 2등급(DBE, 작위급 훈장)

## 참고 문헌
- 이 문서에는 다음커뮤니케이션(현 카카오)에서 GFDL 또는 CC-SA 라이선스로 배포한 글로벌 세계대백과사전의 내용을 기초로 작성된 글이 포함되어 있습니다.